# Sticherus tener
Sticherus tener là một loài dương xỉ trong họ Gleicheniaceae. Loài này được R. Br. Ching mô tả khoa học đầu tiên năm 1940.